# Cerkiew św. Mikołaja w Bydgoszczy
Cerkiew pod wezwaniem św. Mikołaja – prawosławna cerkiew parafialna w Bydgoszczy. Należy do dekanatu kujawsko-pomorskiego diecezji łódzko-poznańskiej Polskiego Autokefalicznego Kościoła Prawosławnego.
Mieści się w zaadaptowanym w latach 1980–1981 na potrzeby liturgii prawosławnej XIX-wiecznym szachulcowym spichlerzu przy ulicy Nowy Rynek 5, z wejściem od ulicy Trybunalskiej. Wcześniej cerkiew mieściła się w małej przybudówce kościoła polskokatolickiego przy ulicy Jana i Jędrzeja Śniadeckich 36.
Budynek powstał w r. 1870. Początkowo był użytkowany jako kaszarnia, od 1925 mieściła się w nim sieczkarnia i śrutownia, a po 1945 magazyn.
Budynek posiada konstrukcję szachulcową, wspartą niskimi ceglanymi szkarpami. W czasie prac remontowych przekształcono wnętrze na jednokondygnacyjne, założono drewniane stropy, a od wschodu dobudowano niższą kruchtę. Korpus budynku nakryty jest wysokim dachem dwuspadowym z baniastą sygnaturką.
Wewnątrz cerkwi znajduje się oryginalny XVIII-wieczny ikonostas z czarnego dębu w stałym użytkowaniu oraz zbiór XVIII- i XIX-wiecznych ikon pochodzących ze wschodnich pracowni. W 1992 świątynię zwieńczono kopułą z sześcioramiennym krzyżem prawosławnym. W 2013 wyremontowano wnętrze cerkwi (docieplono ściany, położono nowe tynki). W II dekadzie XXI wieku władze miejskie wsparły także konserwację ikon, chorągwi i krzyża procesyjnego. W 2019 przewidziane jest pozyskanie środków na konserwację stropu oraz piwnic. Ze względu na niebezpieczeństwo katastrofy budowlanej (belki, legary, na których utrzymuje się cerkiew, są spróchniałe i zagrzybione, mur ma wiele ubytków, a podpiwniczenie zalewane jest wodą), konieczna jest budowa kosztem 800–900 tys. zł skrzyni żelbetowej, ratującej budynek przed zawaleniem.
Świątynię wpisano do rejestru zabytków 28 grudnia 2004 pod nr A/285.